# بیلیز
بیلیز (به انگلیسی: Baileys Irish Cream) نوعی ویسکی ایرلندی به شیوه لیکور است که برای مزه دادن به آن از خامه استفاده می‌شود. این محصول توسط شرکت مشروبات سازی گیلیبز ایرلند تحت علامت تجاری دیاجیو تولید می‌شود. بیلیز دربردارنده میزان الکل ۱۷٪ است.

## تولید

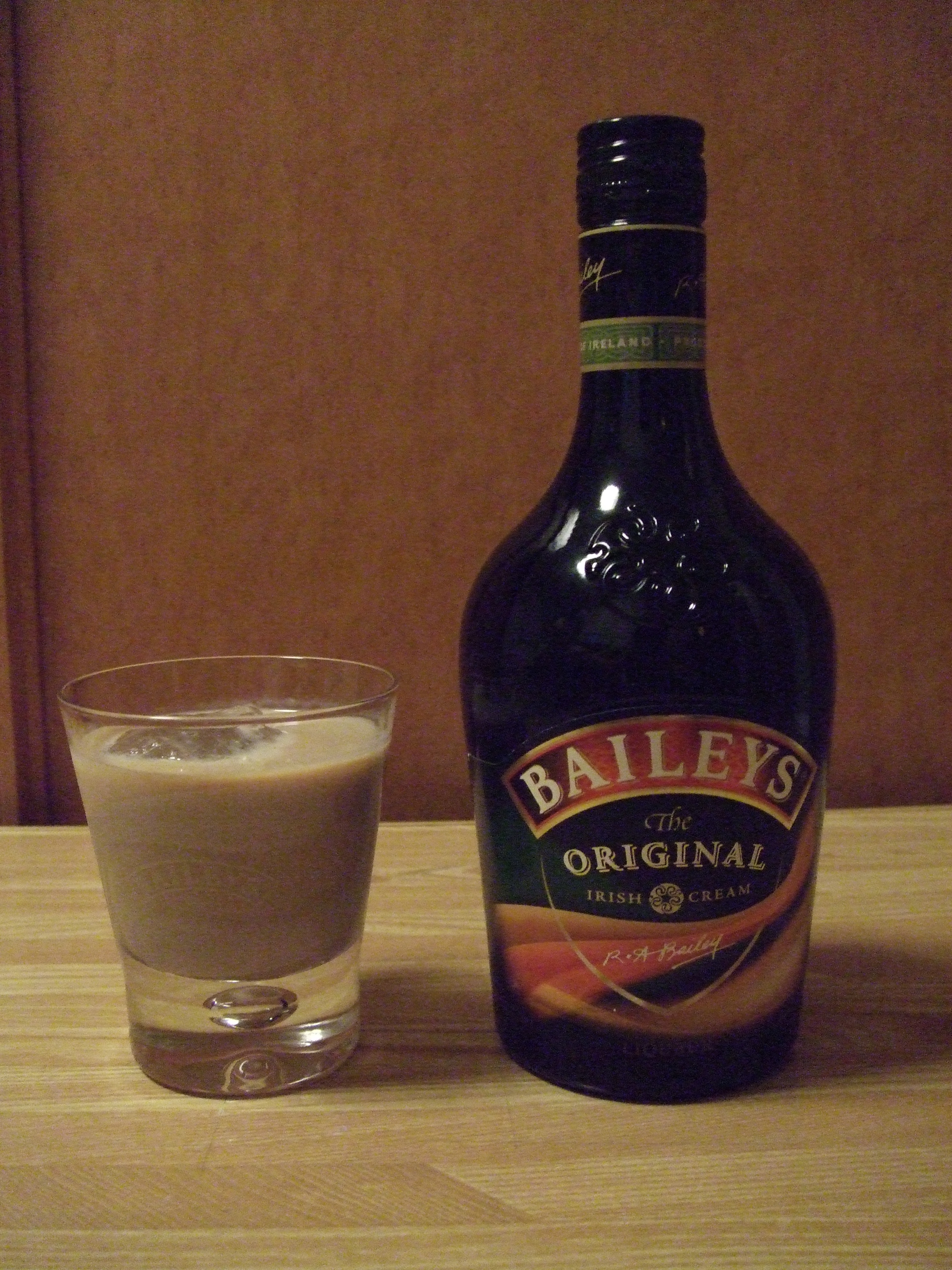
تصویری از بیلیز و بطری آن

با مخلوط کردن خامه و الکل در طی مراحلی خاص همانند هموژنیزه کردن و نامیزه کردن و با کمک مواد امولسیون‌کننده همانند روغن زیتون، ویسکی ایرلندی تولید می‌شود. در طول این چرخه خامه و الکل مخلوط نمی‌شوند بلکه پس از اضافه شدن گیاهان دارویی و شکر آن‌گاه مخلوط می‌شوند.

## ارزش غذایی
| چربی       | ۱۴ گرم         |
| کربوهیدرات | ۲۴ گرم         |
| پروتئین    | ۳ گرم          |
| انرژی      | ۳۲۷ کیلو کالری |